# Max G. Bollag
Max G. Bollag (* 6. Dezember 1913 in Zürich; † 13. September 2005 ebenda) war ein Schweizer Galerist. Vornehmlich in Zürich tätig, wurde er vor allem mit Pablo-Picasso-Ausstellungen bekannt.

## Leben
Max G. Bollag stammte aus einer alteingesessenen jüdischen Familie. Er war der Sohn des Kunsthändlers Léon Bollag (1876–1958), der 1912 in Zürich mit seinem Bruder Gustave (1873–1953) die Kunsthandlung Salon Bollag gegründet hatte.
1936 fuhr Max Bollag nach London und kaufte für 60 Pfund Sterling die ersten Bilder. Diese wurden rasch verkauft und so reiste er 1937 wieder nach London um noch einmal Bilder einzukaufen. Er eröffnete eine Galerie Modern Art Centre an der Zürcher Rämistrasse und kurz darauf im Zunfthaus zur Meisen. 1940 verlegte er seine Galerie nach Lausanne. Hier zeigte er Bilder von u. a. Cuno Amiet, Johann Heinrich Füssli, Alberto Giacometti und auch Frühwerke von Pablo Picasso. Neben den Ausstellungen veranstaltete er zweitägige Auktionen.
1946 eröffnete Bollag seine Galerie an der Storchengasse 9 in Zürich. Hier wurden Arbeiten von Paul Klee, Wassili Kandinsky und Picasso gezeigt. Auktionen konnten zu dieser Zeit nur zweimal jährlich mit einem Hausierer-Patent durchgeführt werden. Zuerst fanden die Auktionen im Zunfthaus, dann im Kongresshaus statt.
1949 heiratete Bollag Susi Aeppli, die Tochter von Ernst Aeppli und Gertrud Zschokke. Aus dieser Verbindung gingen vier Kinder hervor.
1950 wurde von ihm die Schweizerische Gesellschaft der Freunde von Kunstauktionen gegründet, hiermit war die Möglichkeit gegeben, in geschlossener Gesellschaft in der Galerie Auktionen zu veranstalten. Der Mitgliedsbeitrag betrug 5 Franken jährlich. Alle zwei Monate wurden Kunstwerke versteigert.
1963 befanden sich die Galerieräume nach mehreren Stationen an der Werdmühlestrasse. 1998 zog Bollag sich 85-jährig von seiner Arbeit zurück. Er verstarb am 13. September 2005.

## Rezeption

### Film
- 2007 drehte Anne Cuneo ein filmisches Porträt des „Pioniers in Sachen Kunstausstellungen“.[3]